# Homocodon pedicellatum
Homocodon pedicellatum är en klockväxtart som beskrevs av Hong De-Yuan och Li Ming Ma. Homocodon pedicellatum ingår i släktet Homocodon och familjen klockväxter. Inga underarter finns listade i Catalogue of Life.